# Desert Moon
Pour plus de détails, voir Fiche technique et Distribution.
Desert Moon (月の砂漠, Tsuki no sabaku) est un film japonais réalisé par Shinji Aoyama, sorti en 2001.

## Synopsis
Nagai est un homme d'affaires qui a connu d'immenses réussites et qui a percé grâce à l'explosion d'Internet. Depuis quelque temps pourtant, sa société perd du terrain, ses employés ne le regardent plus de la même manière. Tout le monde le trouve changé : c'est que pour la première fois le doute l'habite. Il ne voit plus sa femme Akira et sa fille que par l'intermédiaire des vidéos qu'il a gardé d'elles. Il les regarde seul, dans son immense maison, car sa femme l'a quitté, il y a quelque temps de cela. De son côté, Akira peine à s'assumer, elle vit dans un appartement à Tokyo avec la petite Kaai, entièrement dépendante de l'argent de son mari avec qui elle n'a toujours pas divorcé. Akira tente d'oublier les souvenirs trop pesants, elle tente d'ignorer ces apparitions surgies du passé. Alors elle noie ses soucis, et trouve du réconfort auprès de sa fille. Tandis qu'il rentre chez lui, Nagai va rencontrer un étrange marginal, Keechie, qui exerce le métier de gigolo et raconte qu'il a tué son père. Nagai commence par lui proposer un étrange marché : coucher avec sa femme, et si elle accepte, lui demander si elle a aimé.

## Fiche technique
- Titre : Desert Moon
- Titre original : 月の砂漠 (Tsuki no sabaku?)
- Réalisation : Shinji Aoyama
- Scénario : Shinji Aoyama
- Production : Takenori Sentō et Kumi Sato
- Musique : Jim O'Rourke
- Photographie : Masaki Tamura
- Montage : Shinji Aoyama
- Pays d'origine :  Japon
- Langue : japonais
- Format : couleur - 1,85:1 - DTS - 35 mm
- Genre : drame
- Durée : 131 minutes
- Dates de sortie :
  - France : 18 mai 2001 (festival de Cannes), 17 octobre 2001 (sortie nationale)[1]
  - Japon : 20 juin 2001 (festival du film français au Japon), 6 septembre 2003 (sortie nationale)[2]

## Distribution
- Hiroshi Mikami : Nagai
- Maho Toyota : Akira
- Shūji Kashiwabara : Keechie
- Yukiko Ikari : Kaai
- Isao Natsuyagi : père de Tsuyoshi
- Kumiko Akiyoshi : client de Keechie
- Ken'ichi Hagiwara : le patron de Keechie
- Masakatsu Funaki : Matsushima
- Itsuji Itao : journaliste
- Katsuhisa Namase : Ichiyama
- Pierre Taki : Sakaki

## Sélections
- Festival de Cannes 2001 : sélection officielle, en compétition[3]
- Camerimage 2001 : en compétition

## Accueil
Selon le critique de cinéma Samuel Blumenfeld, le film « traite des ravages de la nouvelle économie au Japon, une fois ses mirages évanouis. Desert Moon repose sur une utopie, celle d'une société où chacun peut réaliser ses désirs – en réalité un enfer ». Il ajoute : « parfois trop démonstratif dans sa thèse, Desert Moon présente néanmoins un portrait fascinant de la société japonaise. Son sujet ambitieux embrasse trop d'éléments à la fois, mais donne un film étrange et passionnant ».